# Horst Thiele
Horst Thiele (* 8. September 1952 in Leipzig) ist ein deutscher Politiker (SPD). Er war von 2009 bis 2014 hauptamtlicher Bürgermeister der nordrhein-westfälischen Stadt Hilden.

## Leben
1963 kam Horst Thiele mit seinen Eltern nach Hilden, wo er 1969 eine Ausbildung bei der Hildener Stadtverwaltung begann. Er erwarb den Titel Diplom-Verwaltungswirt (FH). Im Januar 1982 wurde er Amtsleiter der Stadtkasse. Ende 1987 übernahm er die Leitung des Jugendamts. Am 27. September 1995 wurde er zum 1. Beigeordneten gewählt. Von November 1995 bis Ende 2008 war er Kämmerer, seine Wiederwahl erfolgte 2003. Sein langjähriges Engagement für die Beziehungen zu Warrington würdigte die englische Partnerstadt Hildens im Oktober 2006 mit seiner Ernennung zum Ehrenbürger. Am 1. August 2008 übernahm er das Baudezernat.
Horst Thiele ist verheiratet und hat vier Kinder.

## Bürgermeisteramt
Nachdem der langjährige Bürgermeister Günter Scheib (SPD) nach 15 Jahren im Amt zur Wahl 2009 nicht mehr antrat, nominierte die SPD Horst Thiele als Bürgermeisterkandidaten. Er gewann die Wahl mit 46,4 Prozent der gültigen Stimmen (gegenüber 26,1 Prozent für die CDU-Kandidatin, 17,6 Prozent für den FDP-Kandidaten und 10,0 Prozent für die Kandidatin der Bürgeraktion Hilden (BA)) bei einer Wahlbeteiligung von 52,3 Prozent. Am 21. Oktober trat Thiele sein Amt als Bürgermeister an, am 28. Oktober wurde er vereidigt. Im Jahr 2013 entschied sich Horst Thiele zur Beendigung seiner Amtszeit nach den Kommunalwahlen des Jahres 2014. Sein letzter Diensttag als Bürgermeister war der 23. Juni 2014. 
Im Städte- und Gemeindebund Nordrhein-Westfalen war Horst Thiele Mitglied des Arbeitskreises Mittelstadt sowie des Ausschusses für Umwelt und Verbraucherschutz und des Ausschusses für Finanzen und Kommunalwirtschaft. Im Ausschuss für Finanzen und Kommunalwirtschaft des Deutschen Städte- und Gemeindebundes war Horst Thiele Stellvertreter des 1. Beigeordneten der Stadt Detmold, Hartmut Benkmann.